# Poza de la Sal
Poza de la Sal település Spanyolországban, Burgos tartományban. Poza de la Sal Valle de Sedano, Los Altos, Padrones de Bureba, Aguas Cándidas, Salas de Bureba, Oña, Llano de Bureba, Carcedo de Bureba, Abajas és Merindad de Río Ubierna községekkel határos. Lakosainak száma 283 fő (2024).

## Népesség
A település népessége az utóbbi években az alábbiak szerint változott:
| Lakosok száma | 397  | 387  | 359  | 338  | 368  | 336  | 317  | 287  | 294  | 283  |
|               | 2001 | 2004 | 2006 | 2009 | 2011 | 2014 | 2016 | 2019 | 2021 | 2024 |